# كاتدرائية القديس لويس بقرطاج
كاتدرائية القديس لويس أو كاتدرائية قرطاج وتعرف أيضا بالأكروبليوم (بالفرنسية: Cathédrale Saint-Louis de Carthage)، هي كاتدرائية كاثوليكية تقع على ربوة بيرصة في قرطاج. تم بناءها بين 1884 و1890 زمن الحماية الفرنسية على تونس بجانب مصلى يرجع بناءه إلى سنة 1840. سميت الكاتدرائية باسم لويس التاسع ملك فرنسا، الملقب بالقديس لويس والذي توفي في قرطاج أثناء الحملة الصليبية الثامنة سنة 1270. أصبحت الكاتدرائية في أواخر القرن التاسع عشر مقرا لجاثليق إفريقيا الكاردينال لافيجري الذي أصبح راعيا لأبرشية قرطاج عند إنشاءها سنة 1881، والذي لعب دورا كبيرا في حملات التبشير الفرنسية في أفريقيا. احتضنت الكاتدرائية سنة 1930 المؤتمر الأفخارستي بقرطاج. تبلغ مساحة الكاتدرائية، التي يطغى على طرازها المعماري، الطابع القوطي والبيزنطي، 1200 متر مربع. لم تعد الكاتدرائية تحتضن أي مراسم للعبادة وقد أصبحت منذ سنة 1993  فضاء ثقافياً وسياحيا تحت اسم الأكروبوليوم.

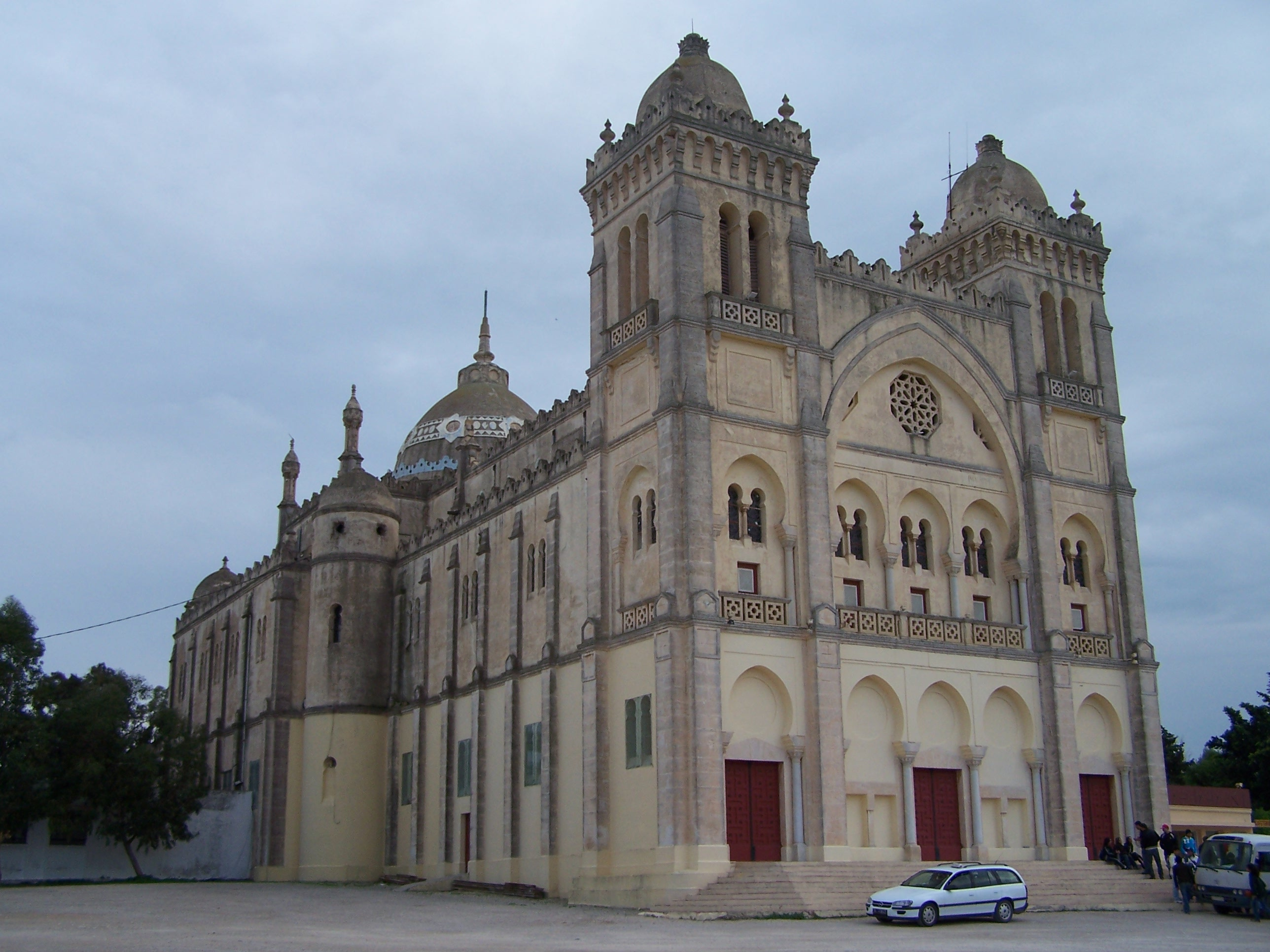
منظر عام لكاتدرائية قرطاج
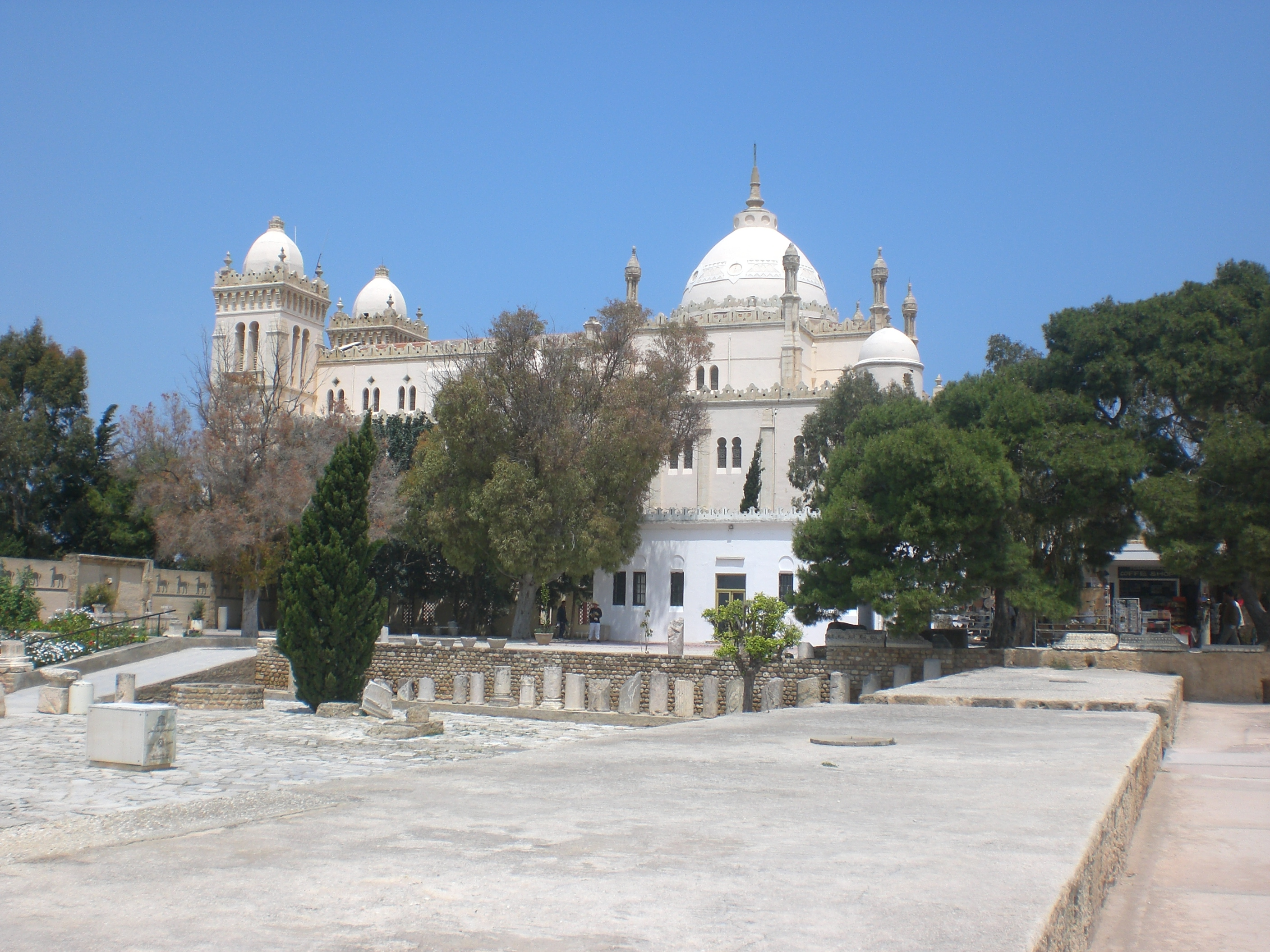
منظر عام لكاتدرائية قرطاج
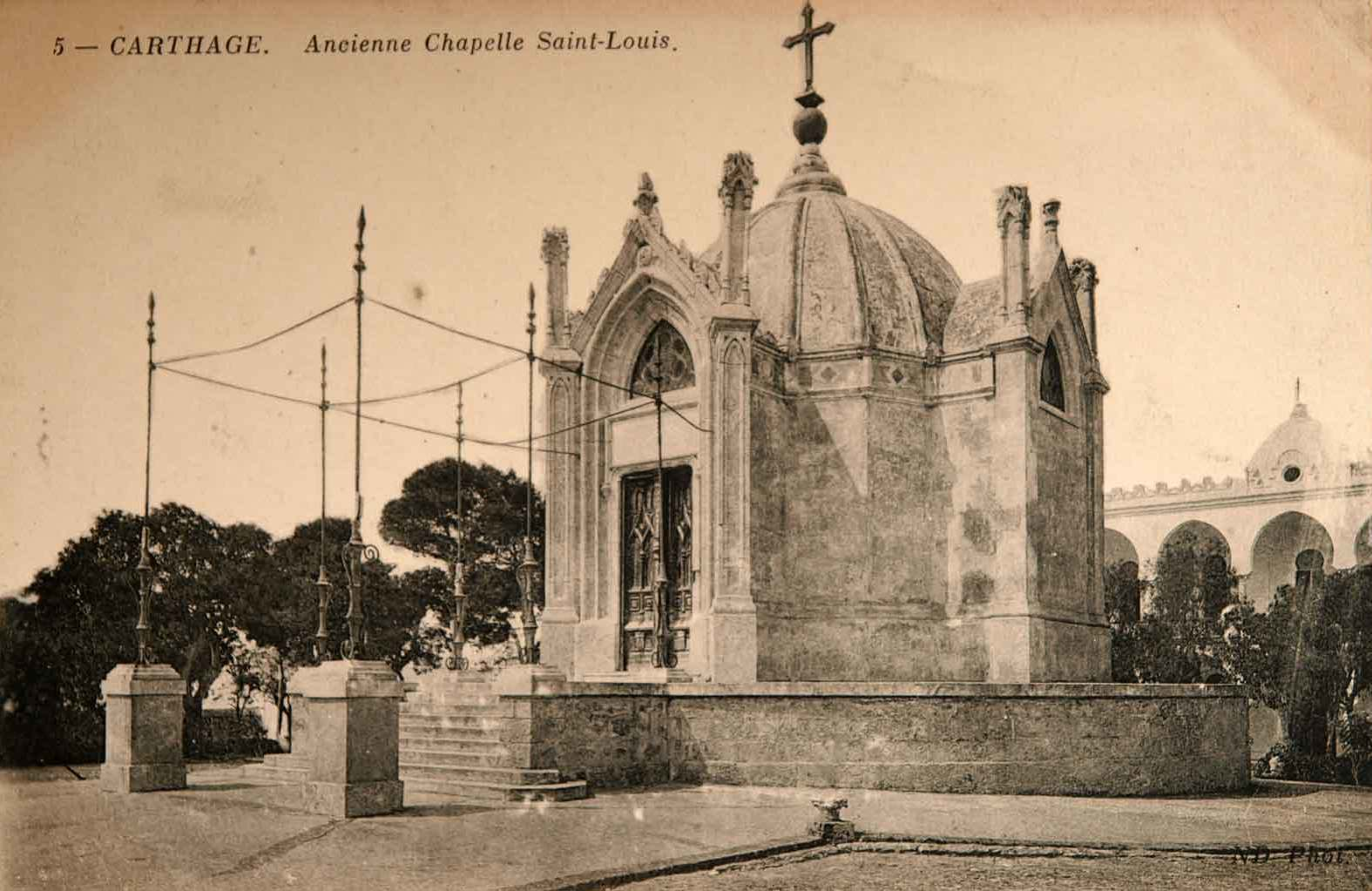
مصلى القديس لويس بقرطاج عام 1888
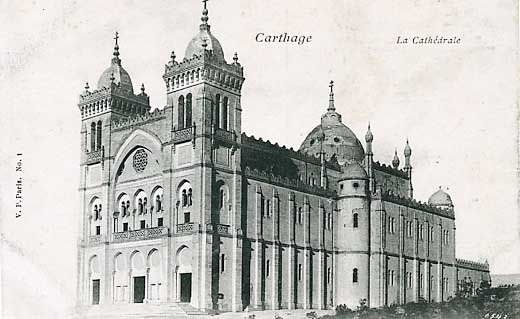
كاتدرائية القديس لويس حوالي عام 1900
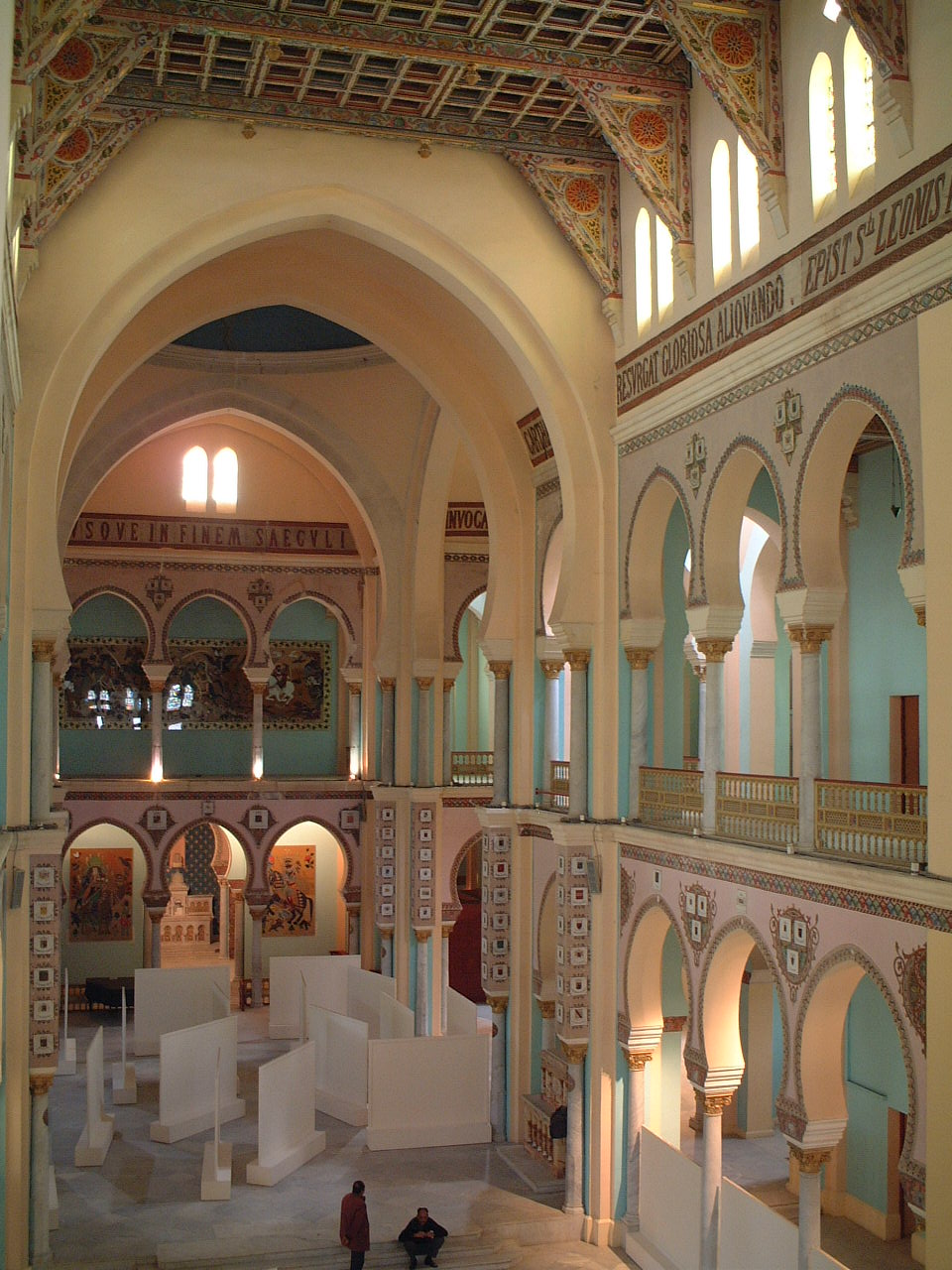
صحن الكاتدرائية

## مقالات ذات صلة
- قائمة كاتدرائيات تونس
- المسيحية في تونس

## روابط خارجية
- موقع أكروبوليوم قرطاج نسخة محفوظة 18 فبراير 2010 على موقع واي باك مشين..